# Czerszla (dopływ Grajcarka)
Czerszla – potok, lewy dopływ Grajcarka.
Czerszla wypływa na północno-wschodnich stokach Durbaszki w grzbiecie Małych Pienin, tuż przy schronisku pod Durbaszką. Spływa w północnym kierunku i w Szlachtowej uchodzi do Grajcarka na wysokości około 536 m. Orograficznie lewe zbocza doliny Czerszli tworzy grzbiet Krupianki i Sołtysiej Skały, prawe grzbiet Durbaszki.
Korytem Czerszli biegnie granica między miejscowościami Jaworki i Szlachtowa w województwie małopolskim, w powiecie nowotarskim, w gminie miejsko-wiejskiej Szczawnica. Na niektórych mapach ma nazwę Krupianka. Ujścia Czerszli i Krupianki do Grajcarka znajdują się bardzo blisko siebie – w odległości około 120 m.